# Frankfurt-Marathon

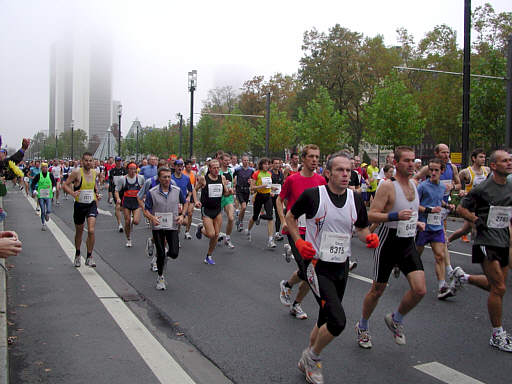
Frankfurt Marathon 2004 bei Kilometer 1

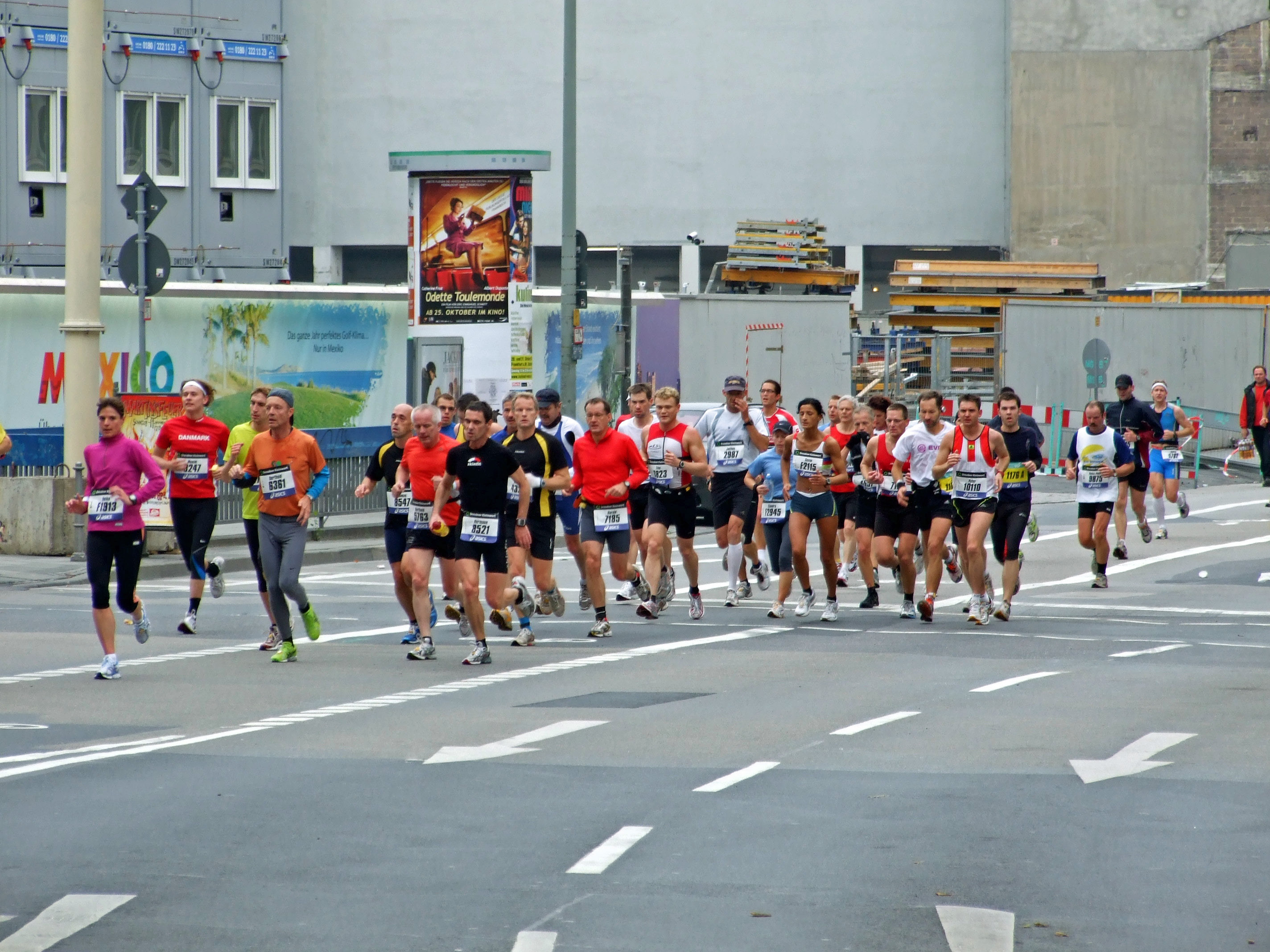
2007 bei 10 km

Der Frankfurt-Marathon (offizieller Name ab 2016: Mainova Frankfurt Marathon) ist ein Marathon, der seit 1981 jährlich, in der Regel am letzten Oktober-Sonntag, in Frankfurt am Main stattfindet. Er ist der zweitälteste City-Marathon Deutschlands nach dem Leipzig Marathon (ehemals KMU-Marathon, seit 1977) und hinsichtlich der Finisherzahl der zweitgrößte Marathon Deutschlands. Veranstalter ist die Agentur motion events. Renndirektor ist deren Geschäftsführer Jo Schindler.

## Geschichte

### 1981 bis 1985
Fünf Jahre nach dem ersten New-York-City-Marathon war die Zeit in Deutschland reif für Marathonläufe in den Innenstädten. In Frankfurt machte der OSC Hoechst 1960 e. V. am 17. Mai 1981 den Anfang, mit der Hoechst AG als titelgebendem Sponsor. Im selben Jahr folgten der Berlin-Marathon und der Rhein-Ruhr-Marathon.
Start und Ziel des Laufes befanden sich damals vor dem Osttor des Hoechst-Werksgeländes im westlich gelegenen Stadtteil Frankfurt-Höchst. Nach dem Start führte die Strecke auf der Nordseite des Mains unter anderem über die Mainzer Landstraße in die Innenstadt und nach der Passage des Römerbergs über die "Alte Brücke" in den Stadtteil Sachsenhausen. Nach Durchqueren der Stadtteile Niederrad und Schwanheim gelangten die Läufer über die Schwanheimer Brücke zurück nach Höchst.
Beachtung fand der Hoechst-Marathon unter anderem 1982 als teilnehmerstärkster Straßenlauf in Deutschland (4677 Läufer im Ziel), im Jahr 1983 durch den bundesdeutschen Rekord der Siegerin Charlotte Teske in 2:28:32, sowie 1984 durch die bis dahin schnellste je in Deutschland gelaufene Zeit von 2:11:18 h des Äthiopiers Dereje Nedi. 1985 erfolgte erstmals die Einbindung der Deutschen Meisterschaften in den Frankfurt-Marathon.
Nachdem sich die Hoechst AG als Sponsor der Veranstaltung zurückgezogen hatte, musste das Rennen 1986 abgesagt werden.

### 1987 bis 2001
Nach der einjährigen Pause rief die Stadt Frankfurt als Veranstalter mit der Leichtathletik-Abteilung von Eintracht Frankfurt als sportlichem Ausrichter den Lauf 1987 wieder ins Leben. Der Veranstaltungstermin wurde auf den Oktober verlegt und als neuer Start- und Zielort wurde das Messegelände gewählt.
Die Zeit nach dem Wiederanlauf war vor allem geprägt von dem Bestreben, den Frankfurt-Marathon dauerhaft in der Spitzengruppe der deutschen City-Marathons zu etablieren. Hierzu wurden im Verlauf dieser Jahre zahlreiche Veränderungen sowohl an der Streckenführung als auch bei der Veranstaltungsorganisation vorgenommen. Erwähnenswert sind hier die Einführung des Mini-Marathons (4,2-km-Lauf für Jugendliche) ab 1993, die Umstellung auf elektronische Zeitmessung mit Hilfe des "Champion-Chips" ab 1995 sowie die Aufnahme des Skater-Marathons ab 1999.
Als längerfristige Titelsponsoren unterstützen von 1988 bis 1993 die Deutsche Bahn sowie von 1994 bis 1998 die „Eta - Initiative der Deutschen Stromversorger für mehr Energievernunft“ den Frankfurt-Marathon. Mit der Jahrtausendwende übernahm die in der Bankenwelt vernetzte Maleki-Group für zwei Jahre die Organisation der Veranstaltung, die in 2000 und 2001 als "Euro Marathon Frankfurt" firmierte.

### 2002 bis heute
Ab 2002 übergab die Stadt Frankfurt die Organisation der Veranstaltung an die Agentur motion-events unter der Leitung des Renndirektors Jo Schindler, der zuvor den Regensburg-Marathon langjährig durchgeführt hatte. Schindler richtete den Frankfurt-Marathon nach eigener Aussage darauf aus, die Veranstaltung als ein "erstklassiges Eliterennen" zu positionieren und zugleich den Breitensportlern einen herausragenden Service zu bieten.
In der Folge wurde das Engagement internationaler Spitzenläufer ausgeweitet und seit 2003 bei jedem Frankfurt-Marathon die 2:10-Stunden-Grenze unterboten. 2011 erzielte Wilson Kipsang mit 2:03:42 eine Siegerzeit, die nur 4 Sekunden unter dem damaligen Weltrekord lag.
Bei den Deutschen Meisterschaften am 25. Oktober 2015 stellte der Hamburger Arne Gabius mit 2:08:33 Stunden einen neuen deutschen Rekord auf. Er unterbot damit den seit 1988 von Jörg Peter gehaltenen Rekord um 14 Sekunden.
2017 stellte Klemens Wittig mit 3:39:54 h einen Europarekord für die Klasse der Männer über 80 auf.
Nennenswerte organisatorische Veränderungen waren ab 2003 die Integration eines Staffelmarathons sowie die Verlegung des Zieleinlaufs in die Festhalle des Messegeländes. Titelsponsor des Frankfurt-Marathons ist seit 2016 die Mainova AG.

### Sonstiges
In den Jahren 1985, 1994, 1998, 2001, 2015, 2016 und 2017 trug der DLV die Deutschen Marathonmeisterschaften im Rahmen des Frankfurt-Marathons aus.
Die Veranstaltung umfasst auch einen Staffelmarathon sowie Kinder- und Jugendläufe.
Der Marathon wird live im HR-Fernsehen übertragen.

## Streckenführung

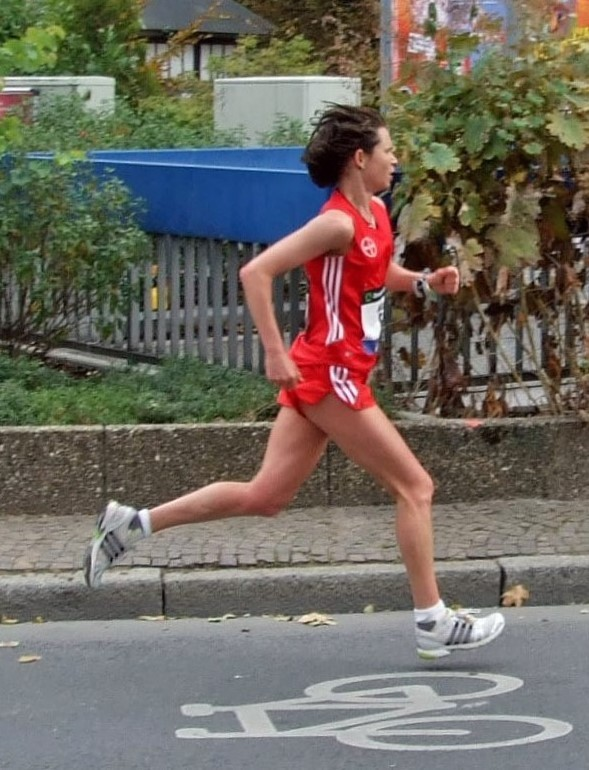
Melanie Kraus beim Lauf zum Sieg 2007

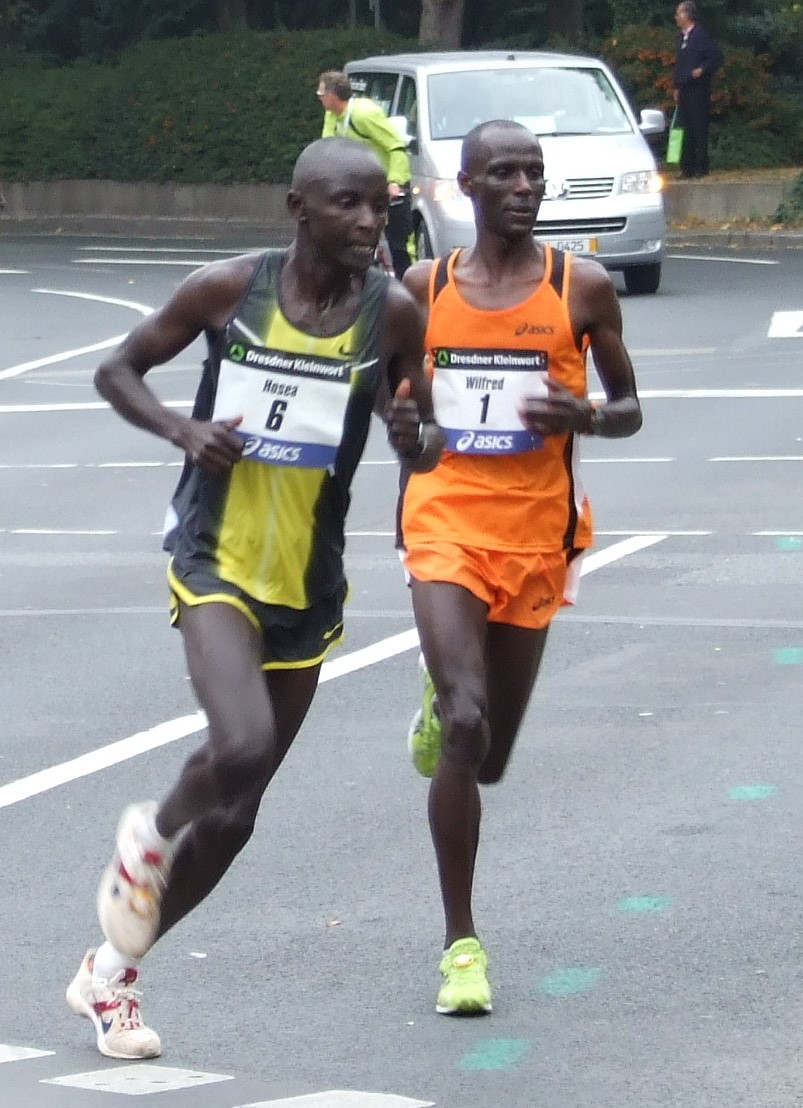
2007: Zweiter (Rotich, links) und Erster (Kigen, rechts) 8 Minuten vor dem Ziel

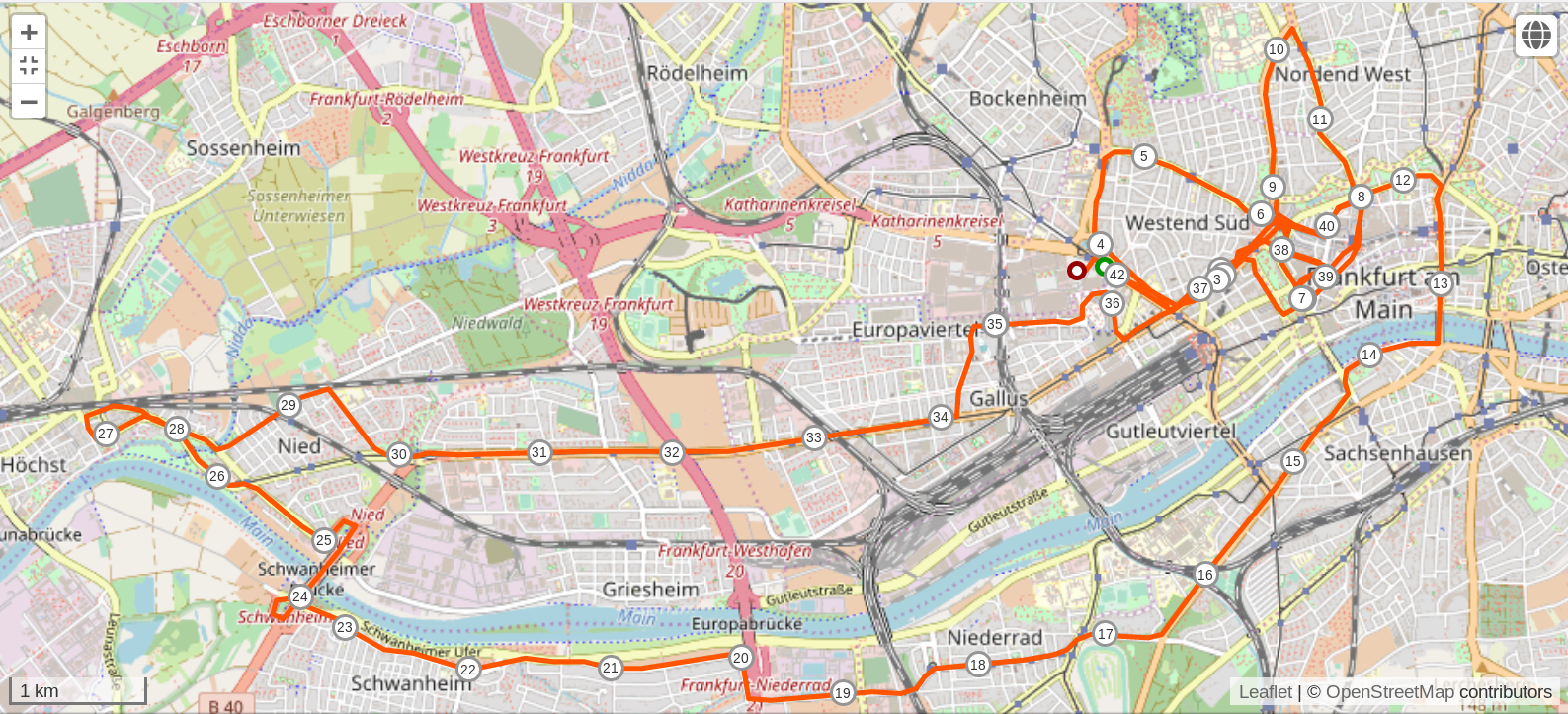
Streckenführung 2018

Der Start ist auf der Friedrich-Ebert-Anlage am Messeturm. Am Platz der Republik biegt die Strecke links in die Mainzer Landstraße ein. Nach einer Umrundung der Taunusanlage geht es zurück zum Startbereich und zur Bockenheimer Warte und dann über die Bockenheimer Landstraße zur Alten Oper. Eine Innenstadtschleife führt über die Junghofstraße zwischen den Hochhäuserschluchten an der Neuen Mainzer Straße hindurch zum Kaiserplatz und von dort über den Roßmarkt zur Hauptwache. Anschließend verläuft die Schleife zum Eschenheimer Tor und dann über die Börse und die Freßgass zurück zur Alten Oper. Über den Reuterweg und die Bremer Straße läuft man nach Norden bis zum Campus Westend der Universität Frankfurt und kehrt über die Eschersheimer Landstraße wieder zum Eschenheimer Turm zurück.
Von dort führt die Strecke über die Bleichstraße, die Konrad-Adenauer Straße und Kurt-Schumacher-Straße zur Alten Brücke, wo sie erstmals den Main passiert. Auf der linken Seite des Mains verläuft die Strecke parallel zum Fluss durch die Stadtteile Sachsenhausen, Niederrad und Schwanheim. Nach dem einzigen nennenswerten Anstieg der Strecke auf die Schwanheimer Brücke geht es zurück auf das rechte Mainufer und zum westlichsten Punkt der Strecke in Höchst am Bolongaropalast. Über Nied geht es nun nach Osten über die Mainzer Landstraße zurück in Richtung Innenstadt. Ab Kilometer 34 führt eine Schleife durch das Europaviertel bis zum Platz der Republik. Von dort verläuft die Strecke zur Alten Oper, wo die Innenstadtschleife nochmals gelaufen wird. Von der Alten Oper führen die letzten Kilometer über den Platz der Republik und die Friedrich-Ebert-Anlage in die Festhalle, wo für die Läufer ein roter Teppich ausgelegt ist.
Inoffizielles Wahrzeichen der Strecke ist der Hammering Man im Start- und Zielbereich, der Marathonläufer an jenen „Mann mit dem Hammer“ erinnert, der Läufer mit einem Hungerast heimsucht.

## Statistik

### Streckenrekorde
- Männer: 2:03:42 h, Wilson Kipsang (KEN), 2011
- Frauen: 2:17:25 h, Hawi Feysa (ETH), 2024

Damit rangiert der Frankfurt-Marathon, mit 4:21:07 h, auf der Liste der schnellsten Marathonveranstaltungen (ermittelt durch Addition der Streckenrekorde) auf Platz 8 weltweit.

### Siegerliste
Quellen: ARRS, Frankfurt-Marathon Medien-Handbuch 2019
| Datum         | Männer                                  | Nation                                  | Zeit                                    | Frauen                                  | Nation                                  | Zeit                                    |
| ------------- | --------------------------------------- | --------------------------------------- | --------------------------------------- | --------------------------------------- | --------------------------------------- | --------------------------------------- |
| 26. Okt. 2025 |                                         |                                         |                                         |                                         |                                         |                                         |
| 27. Okt. 2024 | Benard Biwott                           | Kenia                                   | 2:05:54                                 | Hawi Feysa                              | Äthiopien                               | 2:17:25                                 |
| 29. Okt. 2023 | Brimin Kipkorir -2-                     | Kenia                                   | 2:04:53                                 | Buzunesh Getachew Gudeta                | Äthiopien                               | 2:19:27                                 |
| 30. Okt. 2022 | Brimin Kipkorir                         | Kenia                                   | 2:06:11                                 | Selly Chepyego Kaptich                  | Kenia                                   | 2:23:11                                 |
| 31. Okt. 2021 | wg. Covid-19-Pandemie nicht ausgetragen | wg. Covid-19-Pandemie nicht ausgetragen | wg. Covid-19-Pandemie nicht ausgetragen | wg. Covid-19-Pandemie nicht ausgetragen | wg. Covid-19-Pandemie nicht ausgetragen | wg. Covid-19-Pandemie nicht ausgetragen |
| 25. Okt. 2020 | wg. Covid-19-Pandemie nicht ausgetragen | wg. Covid-19-Pandemie nicht ausgetragen | wg. Covid-19-Pandemie nicht ausgetragen | wg. Covid-19-Pandemie nicht ausgetragen | wg. Covid-19-Pandemie nicht ausgetragen | wg. Covid-19-Pandemie nicht ausgetragen |
| 27. Okt. 2019 | Fikre Bekele                            | Äthiopien                               | 2:07:08                                 | Valary Jemeli                           | Kenia                                   | 2:19:10                                 |
| 28. Okt. 2018 | Kelkile Gezahegn                        | Äthiopien                               | 2:06:37                                 | Meskerem Assefa                         | Äthiopien                               | 2:20:36                                 |
| 29. Okt. 2017 | Tola Shura Kitata                       | Äthiopien                               | 2:05:50                                 | Vivian Jepkemoi Cheruiyot               | Kenia                                   | 2:23:35                                 |
| 30. Okt. 2016 | Mark Korir                              | Kenia                                   | 2:06:48                                 | Mamitu Daska -2-                        | Äthiopien                               | 2:25:27                                 |
| 25. Okt. 2015 | Sisay Lemma                             | Äthiopien                               | 2:06:26                                 | Gulume Tollesa                          | Äthiopien                               | 2:23:12                                 |
| 26. Okt. 2014 | Mark Kosgei Kiptoo                      | Kenia                                   | 2:06:49                                 | Aberu Kebede                            | Äthiopien                               | 2:22:21                                 |
| 27. Okt. 2013 | Vincent Kipruto                         | Kenia                                   | 2:06:15                                 | Caroline Cheptanui Kilel -2-            | Kenia                                   | 2:22:34                                 |
| 28. Okt. 2012 | Patrick Makau Musyoki                   | Kenia                                   | 2:06:08                                 | Meselech Melkamu                        | Äthiopien                               | 2:21:01                                 |
| 30. Okt. 2011 | Wilson Kipsang -2-                      | Kenia                                   | 2:03:42                                 | Mamitu Daska                            | Äthiopien                               | 2:21:59                                 |
| 31. Okt. 2010 | Wilson Kipsang                          | Kenia                                   | 2:04:57                                 | Caroline Cheptanui Kilel                | Kenia                                   | 2:23:25                                 |
| 25. Okt. 2009 | Gilbert Kipruto Kirwa                   | Kenia                                   | 2:06:14                                 | Agnes Jepkemboi Kiprop                  | Kenia                                   | 2:26:57                                 |
| 26. Okt. 2008 | Robert Kiprono Cheruiyot                | Kenia                                   | 2:07:21                                 | Sabrina Mockenhaupt                     | Deutschland                             | 2:26:22                                 |
| 28. Okt. 2007 | Wilfred Kibet Kigen -3-                 | Kenia                                   | 2:07:58                                 | Melanie Kraus                           | Deutschland                             | 2:28:56                                 |
| 29. Okt. 2006 | Wilfred Kibet Kigen -2-                 | Kenia                                   | 2:09:06                                 | Swetlana Ponomarenko                    | Russland                                | 2:30:05                                 |
| 30. Okt. 2005 | Wilfred Kibet Kigen                     | Kenia                                   | 2:08:29                                 | Alewtina Biktimirowa                    | Russland                                | 2:25:12                                 |
| 31. Okt. 2004 | Boaz Kimaiyo -2-                        | Kenia                                   | 2:09:10                                 | Olesja Nurgalijewa                      | Russland                                | 2:29:48                                 |
| 26. Okt. 2003 | Boaz Kimaiyo                            | Kenia                                   | 2:09:28                                 | Luminita Zaituc -2-                     | Deutschland                             | 2:29:41                                 |
| 27. Okt. 2002 | Eliud Keiring                           | Kenia                                   | 2:12:32                                 | María Abel                              | Spanien                                 | 2:26:58                                 |
| 28. Okt. 2001 | Pavel Loskutov -2-                      | Estland                                 | 2:11:09                                 | Luminita Zaituc                         | Deutschland                             | 2:26:01                                 |
| 29. Okt. 2000 | Henry Kosgei Cherono                    | Kenia                                   | 2:10:40                                 | Ester Barmasai -2-                      | Kenia                                   | 2:31:04                                 |
| 31. Okt. 1999 | Pavel Loskutov                          | Estland                                 | 2:12:37                                 | Ester Barmasai                          | Kenia                                   | 2:33:58                                 |
| 25. Okt. 1998 | Abel Gisemba                            | Kenia                                   | 2:11:40                                 | Angelina Kanana                         | Kenia                                   | 2:31:38                                 |
| 26. Okt. 1997 | Michael Fietz                           | Deutschland                             | 2:10:59                                 | Katrin Dörre-Heinig -3-                 | Deutschland                             | 2:26:48                                 |
| 27. Okt. 1996 | Martin Bremer                           | Deutschland                             | 2:13:38                                 | Katrin Dörre-Heinig -2-                 | Deutschland                             | 2:28:33                                 |
| 29. Okt. 1995 | Oleg Otmachow                           | Russland                                | 2:12:35                                 | Katrin Dörre-Heinig                     | Deutschland                             | 2:31:31                                 |
| 23. Okt. 1994 | Terje Næss                              | Norwegen                                | 2:13:19                                 | Franziska Moser                         | Schweiz                                 | 2:27:44                                 |
| 17. Okt. 1993 | Stephan Freigang                        | Deutschland                             | 2:11:53                                 | Sissel Grottenberg                      | Norwegen                                | 2:36:50                                 |
| 25. Okt. 1992 | Steffen Dittmann                        | Deutschland                             | 2:12:59                                 | Bente Moe                               | Norwegen                                | 2:32:36                                 |
| 20. Okt. 1991 | Herbert Steffny -3-                     | Deutschland                             | 2:13:45                                 | Linda Milo                              | Belgien                                 | 2:35:11                                 |
| 28. Okt. 1990 | Konrad Dobler                           | Deutschland                             | 2:13:29                                 | Kerstin Preßler                         | Deutschland                             | 2:34:13                                 |
| 22. Okt. 1989 | Herbert Steffny -2-                     | Deutschland                             | 2:13:51                                 | Iris Biba                               | Deutschland                             | 2:33:14                                 |
| 30. Okt. 1988 | Jos Sasse                               | Niederlande                             | 2:13:15                                 | Grete Kirkeberg                         | Norwegen                                | 2:35:44                                 |
| 25. Okt. 1987 | Lindsay Robertson                       | Vereinigtes Königreich                  | 2:13:30                                 | Annabel Holtkamp                        | Deutschland                             | 2:45:21                                 |
| 19. Mai 1985  | Herbert Steffny                         | Deutschland                             | 2:12:12                                 | Carla Beurskens                         | Niederlande                             | 2:28:37                                 |
| 13. Mai 1984  | Dereje Nedi                             | Äthiopien                               | 2:11:18                                 | Charlotte Teske -2-                     | Deutschland                             | 2:31:16                                 |
| 15. Mai 1983  | Ahmet Altun                             | Türkei                                  | 2:12:41                                 | Charlotte Teske                         | Deutschland                             | 2:28:32                                 |
| 23. Mai 1982  | Delfim Moreira                          | Portugal                                | 2:12:54                                 | Heidi Hutterer                          | Deutschland                             | 2:36:38                                 |
| 17. Mai 1981  | Kjell-Erik Ståhl                        | Schweden                                | 2:13:20                                 | Doris Schlosser                         | Deutschland                             | 2:47:18                                 |

### Teilnehmerstatistik
Anzahl der Läufer, die das Ziel erreichten ("Finisher"):
| Jahr/Teilnehmer | Jahr/Teilnehmer | Jahr/Teilnehmer | Jahr/Teilnehmer | Jahr/Teilnehmer |
| --- | --- | --- | --- | --- |
| - 1981 Teilnehmer: 2.588 - 1982 Teilnehmer: 4.677 - 1983 Teilnehmer: 5.117 - 1984 Teilnehmer: 5.622 - 1985 Teilnehmer: 7.297 - 1986 (ausgefallen) - 1987 Teilnehmer: 4.308 - 1988 Teilnehmer: 4.492 - 1989 Teilnehmer: 5.033 | - 1990 Teilnehmer: 6.401 - 1991 Teilnehmer: 5.539 - 1992 Teilnehmer: 6.479 - 1993 Teilnehmer: 5.833 - 1994 Teilnehmer: 7.162 - 1995 Teilnehmer: 6.580 - 1996 Teilnehmer: 5.919 - 1997 Teilnehmer: 5.553 - 1998 Teilnehmer: 6.598 - 1999 Teilnehmer: 6.891 | - 2000 Teilnehmer: 7.548 - 2001 Teilnehmer: 8.799 - 2002 Teilnehmer: 7.239 - 2003 Teilnehmer: 7.098 - 2004 Teilnehmer: 8.295 - 2005 Teilnehmer: 8.858 - 2006 Teilnehmer: 8.907 - 2007 Teilnehmer: 9.164 - 2008 Teilnehmer: 9.470 - 2009 Teilnehmer: 9.500 | - 2010 Teilnehmer: 9.558 - 2011 Teilnehmer: 12.438 - 2012 Teilnehmer: 10.882 - 2013 Teilnehmer: 11.009 - 2014 Teilnehmer: 11.122 - 2015 Teilnehmer: 11.154 - 2016 Teilnehmer: 11.880 - 2017 Teilnehmer: 11.151 - 2018 Teilnehmer: 10.620 - 2019 Teilnehmer: 10.561 | - 2020 (ausgefallen) - 2021 (ausgefallen) - 2022 Teilnehmer: 7.948 - 2023 Teilnehmer: 9.665 - 2024 Teilnehmer: 10.257 |

## Trivia
In der Tatort-Folge "Das letzte Rennen" nimmt Jörg Schüttauf als Tatort-Kommissar Fritz Dellwo am Frankfurt-Marathon teil. Die Dreharbeiten erfolgten während des Laufes 2005, die Erstausstrahlung war am 29. Oktober 2006.